# Élisabeth Borne
Élisabeth Borne (født 18. april 1961) er en fransk politiker fra partiet La République En Marche ! (LREM) som var Frankrigs premierminister fra 2022 til 2024. Præsident Emmanuel Macron udnævnte hende 16. maj 2022 til premierminister efter Jean Castex' tilbagetræden. Hun havde forinden, fra 2020 til 2022, været minister for arbejde, beskæftigelse og integration i Castex' regering.

## Erhvervskarriere
Borne arbejdede som direktør for byplanlægning for byen Paris fra 2008 til 2013. I 2013 blev hun udnævnt til præfekt for byen Vienne og regionen Poitou-Charentes.
Fra 2014 til 2015 fungerede hun som privatsekretær for Ségolène Royal, da Royal var minister for økologi, bæredygtig udvikling og energi.
Borne var efterfølgende fra 2015 til 2017 administrerende direktør for Groupe RATP, en statsejet virksomhed, der leverer tjenester inden for offentlig transport.

## Politisk karriere
Borne var mangeårigt medlem af Parti Socialiste (PS). Hun stemte på Emmanuel Macron ved det franske præsidentvalg i 2017 og sluttede sig senere til La République En Marche ! (LREM).
Hun var transportminister fra 2017 til 2019 og minister for den økologiske og inkluderende omstilling fra 2019 til 2020 i den første og anden Édouard Philippe-regering.
I 2020 blev Élisabeth Borne udnævnt til minister for arbejde, beskæftigelse og økonomisk inklusion i premierminister Jean Castex' regering, som efterfølger for Muriel Pénicaud.
16. maj 2022 udnævntes hun til premierminister efter Jean Castex, tre uger efter Emmanuel Macron var genvalgt til sin anden periode som præsident for Den Franske Republik. Hun er den anden kvindelige premierminister i Frankrig efter Édith Cresson i 1991-1992. Hendes regering, Regeringen Élisabeth Borne, blev præsenteret den 20. maj 2022. Hun annoncerede sin afgang 8. januar 2024 og blev efterfulgt af undervisningsminister Gabriel Attal dagen efter.